# Kotokók
A kotokók (más néven mser, moria, bara, makari) Észak-Kamerun, Csád és Nigéria területén élő csádi népcsoport. Létszámuk körülbelül 90 000 fő, többségük Kamerunban él. Anyanyelvük a lagvan és más mandage nyelvek. A kotokók többsége szunnita muszlim.

## Történelem
A Szao kultúra leszármazottjainak tekintik magukat. Önálló királyságukat 1500-ban alapították.

## Gazdaság és vallás
A kotokó nép halászattal (hosszú kenuik segítségével) és mezőgazdasággal foglalkozik. A kifogott halat később füstölik vagy szárítják, majd a helyi piacokon értékesítik. A tehetősebb családok szarvasmarhát is tartanak.
A legtöbb kotokó muszlim (szunnita), a 16. század körül kezdték felvenni a vallást, de a kisebb közösségek csak a 18. században tértek át. A nép a Kanem-Bornu Birodalomból származó muszlim kereskedők és papok növekvő jelenléte miatt tért át az iszlámra, azonban a régi hitrendszer számos eleme beépült az új vallás rendszerébe.

## Fordítás
Ez a szócikk részben vagy egészben  a   Kotoko people című angol Wikipédia-szócikk ezen változatának fordításán alapul.  Az eredeti cikk szerkesztőit annak laptörténete sorolja fel. Ez a jelzés csupán a megfogalmazás eredetét és a szerzői jogokat jelzi, nem szolgál a cikkben szereplő információk forrásmegjelöléseként.